# Nàdir-Xah Afxar
Nàdir-Xah Afxar (persa: نادرشاه)  (Dastgerd, 22 d'octubre de 1688 - Kutxan, 19 de juny de 1747) fou xa de Pèrsia (1736 - 1747) que va fundar de la dinastia afxàrida. És conegut per alguns com el "Napoleó persa". Pertanyia al clan Kirklu o Kirkhlu de la tribu turcmana dels afxar de Datsgird al nord de Khurasan, que pasturava fins a Darragaz o Darra Gaz a 110 km al nord de Mashad i per això va néixer a aquesta regió. El seu nom era Nadr Kuli ibn Iman Kuli ibn Nadhr Kuli i encara que fou conegut com a Nàdir (l'Estrany) el nom de Nàdir no fou formalment establert fins al 1736.

## Joventut
Es va fer famós a la zona per les seves aventures de pillatge i saqueig amb una banda d'homes de la tribu, amb alguns kurds i 300 famílies djalayirs de Tahmasp Kuli Wakil. Amic de Baba Ali Beg Khus-Ahmadlu, governador d'Abiward, aquest li va donar dues de les seves filles successivament en matrimoni i quan va morir li va deixar els seus béns (1723). Llavors justament Malik Mahmud Sistani es va apoderar del govern de Mashad i Nadir va entrar al seu servei durant l'agitat moment de la invasió de Pèrsia pels Ghilzais afganesos. Aviat va aliar als kurds čamishgazak de Khabushan o Kabushan (Kučan) i va disputar el poder a Malik Mahmud que es va proclamar xa inaugurant l'efímera dinastia kiyànida. Mentre a Esfahan, el xa Tahmasp II no podia expulsar els afganesos que s'havien apoderat de la part occidental i es va dirigir a Mazanderan on a Astarabad es va unir a Fath Ali Khan Qadjar que va agafar el títol de naib-as-saltana i wakil-ad-Dawla; una segona versió diu que el xa Tahmasp II el va ordenar alliberar Teheran que estava ocupada pels afganesos, i que després d'un combat indecís a Varamin, es va apoderar de Damghan i es va girar contra Tahmasp i el va derrotar prop d'Ashraf el 1726 fent-lo presoner. Tahmasp i Fath, units d'alguna manera (amb el xa com a ostatge o amb Fath com a lloctinent) es van dirigir al Khurasan i alli van reclutar al cap dels afshars, Nadir Khan a Khabushan arribant la tardor a prop de Mashad. Nadir Khan va convèncer el xa que Fath conspirava contra ell i el xa el va fer matar (11 d'octubre de 1726).

## Kanat
Per una traïció Nadir es va apoderar de Mashad (22 de desembre de 1726). Malik Mahmud va poder restar al mausoleu de l'Iman Rida, però al cap de poc, acusat de fomentar una revolta, fou executat. Mashad va esdevenir el quarter general de Nadir que va agafar el títol de Tahmasp Kuli Khan (esclau de Tahmasp) i el rang de kurči bashi (comandant de la guàrdia). Nadir va sufocar algunes revoltes locals, va conquerir Kain al sud del territori i es va preparar per a sotmetre els abdalis d'Herat per assegurar la rereguarda sense escoltar a Tahmasp que li insistia a marxar a Esfahan. El 1727 Allahyar i Dhu l-Fikar, dos caps abdalis, es van enfrontar i Nadir va intervenir en favor del primer que va ser imposat a Herat i va esdevenir el seu vassall. Diverses tribus van ser trasplantades a Khurasan. Les operacions de 1727 i 1728 no van donar gaires resultats, però mentre va aconseguir eliminar de Mazanderan i Astarabad als governadors nomenats per Tahmasp i posar la seva pròpia gent. Allahyar khan fou reconegut governador vassall d'Herat i molts caps abdalis van passar al servei de Nadir.
Ashraf Khan, el sobirà Ghilzai de Pèrsia, va assetjar Simman mentre el seu general Saydal va assetjar Bistam. Nadir, després de la lluita a Herat, va córrer a la tardor en ajut d'aquestes ciutats i va derrotar els ghilzais a la batalla de Mehmandust o Mihmandust prop de Damghan el 29 de setembre de 1729. Nadir va passar a l'ofensiva i Ashraf Khan va fracassar en el bloqueig del pas de Khar a l'est de Varamin i va haver d'abandonar Teheran on es va instal·lar Tahmasp mentre Ashraf Khan es retirava cap a Esfahan amb Nadir a l'esquena. Per por d'una revolta en favor del príncep safàvida, les tropes afganeses van saquejar Esfahan i van matar molts habitants (incloent-hi 3000 ulemes i notables); Va rebre llavors ajut otomà i va marxar contra Nadir a Murcakvort a uns 50 km al nord-oest; els afganesos van patir moltes baixes en la lluita que va seguir que en part fou una batalla cos a cos. El 13 de novembre de 1729 Ashraf va abandonar la seva capital en la qual va entrar Nadir tres dies després; la ciutat havia estat saquejada per la població i estava en molt mal estat quan Tahmasp s'hi va presentar al cap d'un mes.
Ashraf encara disposava d'un exèrcit de 20000 homes i el tresor, i seguia en lluita. Nadir aviat el va empaitar i el va derrotar a prop de Zarkan (al costat de Siraz) el 27 de novembre de 1729, derrotant també un destacament de rereguarda a Pol-e Fasa (16 km al sud-est de Shiraz) però Ashraf va poder fugir al Luristan; en la fugida les restes de l'exèrcit afganès es va desintegrar i algun van fugir en vaixells que van trobar a Bandar Abbas però foren fets presoners pels àrabs del golf i enviats com esclaus a Bahrayn i Mascat; estant a Barudjird, Nadir va rebre una corona del xa i el nomenament com a valí de Khorasan, Mazanderan, Yedz, Kirman i Sistan. Nadir de fet simplement tolerava a Tahmasp al tron i es va casar amb Gawarshah Radiyya Sultan, germana del xa, sense ni demanar permís al xa, i una altra germana Fatima Sultan, fou promesa a Reza o Rida Kuli Khan, el fill gran de Nadir.
Ashraf va provar de fugir per mar cap a Bàssora on esperava obtenir suport otomà, però no ho va aconseguir i la seva única opció era marxar per terra fins a Kandahar; així ho va fer però mentre creuava el desert oriental fou atacat per una banda de balutxis prop de la frontera amb Sistan i va resultar mort (hivern del 1730); aquests balutxis estaven a les ordes d'Husayn, cosí d'Ashraf Khan, que volia venjar la mort de Mahmud Khan (mort el 25 d'abril de 1725 oficialment de malaltia però probablement estrangulat per orde d'Ashraf) i s'havia independitzat d'Ashraf al Balutxistan.
Tahmasp va escriure al sultà otomà exigint la devolució dels territoris ocupats. Sense ni esperar la resposta, Nadir va marxar a la frontera des de Shiraz (1730) i va derrotar els otomans a Nihawand i Malayir, reconquerint Hamadan. El sultà otomà va declarar la guerra (juliol), però els perses van seguir avançant i van recuperar el Kurdistan i el 12 d'agost de 1730 Nadir entrava a Tabriz. Els turcs no van reaccionar perquè el 28 de setembre de 1730 va esclatar un motí de disset geníssers liderats per l'albanès Patrona Halil. El sultà i el seu gran visir van dubtar a reprimir la revolta, que va trobar suport entre la població i l'exèrcit a Istanbul; milers de persones, molts armats, es van reunir a At Meydani; Ahmet III i el gran visir eren a Üskudar (Escutari) però a la nit van tornar al palau a la capital; durant dos dies van negociar amb els rebels, que exigien l'entrega del gran visir, del Shaykh al-Islam, del Kapudan Pasha, del Kahya Bey i altres destacats personatges; el 30 de setembre de 1730 a la nit, mancat de suport a l'exèrcit, el soldà va fer matar el gran visir, al Kapudan Pasha i al Kahya Bey, els cadàvers dels quals foren lliurats als rebels el matí del dia 1 d'octubre; el sultà oferia abdicar a canvi de què la seva vida i de la seva família fos respectada. La condició fou acceptada i fou proclamat el seu nebot Mahmut I.
El novembre Nadir va tornar a Mashad. Dhu l-Fikar dels abdalis havia enderrocat a Allahyar i dominava Herat i amenaçava Mashad defensada per Ibrahim Khan, germà de Nadir. Aquest darrer va intervenir en favor d'Allahyar i el 12 d'abril de 1731 estava davant d'Herat. L'agost els abdalis van acceptar restaurar a Allahyar però aquest una vegada en el poder va mantenir la rebel·lió. En total Herat fou assetjada durat deu mesos, i no va ser conquerida fins després de fortes lluites el 27 de febrer de 1732. Allahyar Khan fou exiliat a Multan i 60.000 abdalis traslladats al Khurasan.
Mentre Nadir estava absent els ministres de Tahmasp el van convèncer de renovar les hostilitats contra els turcs. El xa va nomenar un governador propi a Tabriz i va marxar sobre Erivan (primavera del 1731) però ja l'estaven esperant i es va haver de retirar. Eyyubi Ahmad Pasha de Bagdad va conquerir Kermansah i va derrotar a les tropes perses a la batalla de Koridjan el 15 de setembre de 1731, el que va portar al tractat de Bagdad de 10 de gener de 1732 pel que el xa Tahmasp II va haver de cedir els districtes de Gandja, Tbilisi, Rewan, Xirvan i Daguestan, però els perses conservaven Tabriz; no obstant les objeccions del sultà otomà amb relació a Tabriz van impedir una pau estable i la lluita va seguir als districtes de Mossul, Kirkuk, Bagdad, Tabriz, Gandja, Tbilisi i Kars fins al final de 1735. El 21 de gener o 1 de febrer de 1732 (calendaris julià i gregorià) es va signar amb els russos el tractat de Rasht pel qual aquests evacuaven el Gilan i les terres al sud de Salyan (al Kur) però l'evacuació de Derbent i Bakú quedava supeditada al fet que els perses recuperessin els territoris al nord de l'Araxes.
En un acte públic Nadir Khan va condemnar el tractat amb l'Imperi Otomà, va revocar als governadors nomenats per Tahmasp II i el juliol es va presentar a Esfahan amb l'exèrcit i va reunir una conferència (kingash) de kizilbaixis i notables als quals va fer deposar el xa a causa de borratxera i d'incompetència, proclamant al seu fill infant, Abbas III (17 de juliol de 1732). Tahmasp fou enviat exiliat al Khurasan. Nadir va agafar el títol de wakil al-Dawla (lloctinent de l'Estat) i naib al-saltana (vice-sultan).

## Nadir regent
Va reprimir una revolta favorable a Tahmasp dels bakhtiyaris i tot seguit va creuar les defenses turques a l'oest de Kermansah ocupant Zohab i el gener de 1733 va assetjar Bagdad. Ahmad Pasha va demanar una treva que en realitat no tenia altre objecte que guanyar temps per l'arribada d'un exèrcit manat per Topal Osman Pasha. El 19 de juliol de 1733 l'exèrcit de Topal va derrotar a Nadir a la riba del Tigris i va poder entrar a Bagdad. Nadir es va retirar a Hamadan (4 d'agost). En aquesta ciutat, en només dos mesos va equipar i reorganitzar el seu exèrcit, mentre que Topal Osman no rebia els reforços i les provisions que havia demanat a Istanbul. El 2 d'octubre Nadir va ocupar altre cop Zohab. El turc Memish Pasha va ocupar (9 de novembre) el congost o pas de Ak Darband (Agh Darband) i Nadir va atacar aquesta posició per atreure l'exèrcit otomà. Quan Topal Osman Pasha va anar al congost va patir una seriosa derrota davant de Nadir (9 de desembre de 1733) en la qual Topal va morir. Els otomans van començar a evacuar Azerbaidjan. Només la revolta de Muhammad Khan Balutx a Fars va impedir a Nadir treure complet profit de la victòria. Va iniciar però haver d'abandonar el setge de Bagdad i el 22 de desembre ja estava de camí al Fars creuant el Khuzestan cap a Xuixtar. El gener de 1734 el rebel fou derrotat al pas de Xulistan i l'1 de febrer de 1734 Nadir entrava a Shiraz.
De retorn a Esfahan Nadir va informar l'ambaixador turc Abd al-Karim Efendi que la retrocessió d'Armènia, Geòrgia i Azerbaidjan era conditio sine qua non per a la pau. A la darrera setmatna de maig el príncep Golitzin, ambaixador rus, fou rebut a Esfahan i se li va prometre l'aliança contra Turquia. El mateix ambaixador va acompanyar després a Nadir en la següent campanya. El 17 de juny de 1734, sense haver obtingut resposta otomana, Nadir va sortir d'Esfahan (amb Golitzin) en direcció a l'Azerbaidjan, i atacant tot seguit Daguestan on el xamkhal de Kazi-Kumuk, Surkhay III Chulak (1688-1741), havia estat nomenat governador otomà de Xirvan o Shemaka. Aquest fou derrotat per Tahmasp Kuli Wakil Djalayir a Däwä-batan al districte de Kabala i va fugir cap al shamkalat perseguit per Nadir que va destruir Kumuk i altres fortaleses però no el va poder atrapar. Shemaka (Shamaki) fou recuperada. L'antic xamkhal de Tarkhan o Turkhi, Kass Füläd Khan (Khass Pilad Khan) conegut com a Hazbulat Khan, fill d'Adil Giray, que havia perdut el territori ocupat pels russos el 1725 i que el 1732 ja havia tornat al seu domini ancestral, fou restablert a la seva terra per Nadir.
El 3 de novembre de 1734 Nadir estava davant de Gandja defensada per Genç Ali Pasha. Golitzin va aconseguir enginyer i artilleria russa pel setge, però Gandja va aguantar 8 mesos. Un contingent de tàtars de Crimea manat per Qaplan I Giray va creuar el territori rus de Kabartay per anar en ajut dels turcs creant un incident amb Rússia. Qaplan I Giray va establir governadors a Derbent i diverses ciutats de Daguestan. El 10/21 de març de 1735 (segons els dos calendaris) es va signar a la rodalia de Gandja un tractat d'aliança entre l'Imperi Rus i Pèrsia pel qual l'emperadriu Anna de Rússia s'obligava a entregar Bakú i Derbent. El 25 de maig de 1735 Nadir va anar a Kars per enfrontar-se amb les forces otomanes de reforç que dirigia Abd Allah Pasha Köprülüzade però el xoc es va produir finalment a Yerevan, a la plana de Baghaward el 18/19 de juny de 1735. Nadir va sortir victoriós i pocs dies després Gandja es rendia (8 de juliol) i Tblisi seguia poc després (12/13 d'agost). Mentre els russos van avançar fins Or-kapi (Perekop) i van amenaçar d'envair el Kanat de Crimea; l'artilleria russa va rebutjar als tàtars i el kan va haver de recórrer a la guerrilla. El 3 d'octubre es rendia Yerevan mentre Kars estava assetjada. Ahmad Pasha, nomenat al lloc d'Abd Allah Pasha Köprülüzade, va demanar la pau. Nadir va aixecar el setge de Kars i es van obrir negociacions que pel costat turc va portar primer el comandant otomà a Gandja, Genç Ali Pasha i pel costat persa el mateix Nadir Xah, que es van fer a l'estepa de Mughan; Nadir no volia cap tractat sense intervenció de Rússia tot i que les victòries perses ja havien lliurat a Rússia del perill otomà al Caucas, al mateix temps que a Pèrsia. Els otomans van ordenar al kan de Crimea la retirada del Caucas. Nadir va anar personalment a arranjar els afers a Tblisi, centre de Geòrgia (Kartli i Kakhètia) que havia estat un important feudatari safàvida i estat tampó entre otomans i perses: va nomenar governador al rei Alexandre II conegut com a Ali Mirza nebot del rei Taimuraz II de Kakhetia (rei 1732-1736 amb el càrrec de governador (no rei) i sense poder, tenint al seu costat a Safi Khan Bughayiri com a comandant d'una guarnició persa de control; mentre a Kakhètia va ocupar el tron Alexandre III en qualitat de djanisin (rei suplent) mentre el seu oncle Teimuraz II de Kakhètia va estar absent com a ostatge a Pèrsia. La resta de l'hivern Nadir la va passar restaurant el seu poder al Caucas atacant als lesguians de Djar i Tala al nord de l'Alazan. Surkhay III no obstant va eludir la captura pels perses.
Cap a la fi de gener de 1736 Nadir va tornar a l'estepa de Mughan on mentrestant s'havien reunit milers de notables, ulemes generals i governadors (es diu que fins a uns 20.000). En aquesta gran assemblea o kurultay el dia 27 de gener va anunciar el seu desig de retirar-se al Khurasan i va deixar en llibertat als perses de posar al tron a un safàvida, fos el jove Abbas III o el seu pare Tahmasp II que seguia viu. Els reunits van protestar i van reclamar a Nadir com únic xa possible. Nadir va acceptar al cap de pocs dies amb la condició que els perses havien d'abandonar les doctrines xiïtes imposades pels safàvides i havien d'adoptar el sunnisme. Els perses formarien un cinquè madhhab ortodox anomenat madhhab-i djafari, és a dir sota el patronatge de Djafar al-Sadik, que tindria dret a un lloc de pregària (rukn) específic a la Meca i li seria reconegut un amir al-hajj (encarregat de la peregrinació) al costat dels amirs al-hajj de Síria i d'Egipte. En el tractat presentat a Turquia es proposarien aquests tres punts a més de l'intercanvi de presos i intercanvi d'ambaixadors. La condició fou acceptada per l'assemblea i Nadir fou coronat el 8 de març de 1736.

## Nàdir Xah
Les converses amb Turquia van seguir a Istanbul entre el delegat persa Abd al-Baki Khan i el mateix Mahmud I i el 1736 es va signar un tractat provisional que regulava les fronteres encara que va deixar pendent el conflicte del madhhab, que depenia de l'acceptació del sultà. Llavors va sortir cap al sud via Qazvín i va reprimir una nova revolta prosafàvida dels bakhtiyaris.
Va passar l'hivern a Esfahan i Tahmasp II i el seu fill foren empresonats a Sabzawar
Husayn Khan Ghilzai (o Husayn Sultan Ghilzai), el germà de Mahmud Khan, continuava governant a Kandahar, i era l'únic que s'oposava a Nàdir. El 3 de febrer de 1737 Nàdir va sortir d'Esfahan en direcció a Kandahar i el març va establir un campament vora la ciutat on va erigir la nova ciutat de Nadirabad. La ciutat va capitular el 23/24 de març de 1738. La ciutadella fou desmantellada i la població transportada a Nadirabad. Molts ghilzais i abdalis van ingressar al seu exèrcit. Havia aconseguit restaurar Pèrsia als seus límits de màxima expansió sota els safàvides i tenia al costat unes províncies riques i mal defensades: l'Índia. Amb les seves noves forces, i el seu desig conscient d'imitar a Tamerlà, va decidir la conquesta.
Gazni fou ocupada l'11 de juny de 1738; després Kabul el 30 de juny. Jalalabad va caure el 17 de setembre. A la vora d'aquesta ciutat Nàdir va enviar el seu fill gran Rida Kuli Mirza, de 17 anys, a governar Pèrsia com a virrei amb seu a Mashad i ell i el seu germà Nasr Allah Mirza van rebre corones (Nasr Allah va continuar al costat del pare cap a l'Índia). Va evitar el pas de Khyber i va ocupar Peshawar el 27 de desembre fent presoner al governador Nasir Khan (al que després va restaurar en les seves funcions); Lahore fou ocupada el 23 de gener de 1739 i el governador Zakariya Khan també fou mantingut com a governador. L'emperador Muhammad Shah de Delhi va reunir un fort exèrcit (300.000 homes i 2.000 elefants) que va concentrar a la vora de Karnal a 120 km de Delhi. El 6 de febrer Nàdir va sortir de Lahore, i va aïllar l'emperador mogol de la ciutat de Delhi pels subministraments i reforços, atacant ràpidament a Saadat Khan (que era nadiu del Khorasan) que venia amb més forces des de l'Oudh, sense deixar-lo unir a les forces imperials, a les que també va atacar; els imperials manats per Khan Dawran van patir una greu derrota i el seu comandant va morir (24 de febrer de 1739). Muhammad Shah va quedar en mans de Nàdir que va dinar amb ell (parlant en turc) segons el costum safàvida i mongol, i després el va escortar fins a Delhi on es va fer la khutba en nom de Nàdir-Xah i es van encunyar monedes amb el seu nom.
El 26 de març els rumors que Nàdir havia estat assassinat va provocar un aixecament popular i els soldats perses foren atacats a diversos barris i uns cinc mil massacrats. L'endemà des de la mesquita Nàdir va donar l'orde d'una matança general; als barris on hi havia hagut atacs els soldats perses van fer una matança i uns vint mil habitants van morir. El 6 d'abril el jove Nasr Allah Mirza, el fill de Nàdir, es casava amb una princesa mogola.
El 12 de maig de 1739 en un consell de govern o darbar, Nàdir va anunciar que retornava el tron a Muhammad Shah, al que va coronar de pròpia mà, a canvi de la cessió de tots els territoris imperials a l'oest de l'Indus. El botí i el rescat obtingut a l'Índia fou enorme incloent el famós tron del Paó de Shah Jahan I i cedir tots els territoris al nord i nord-oest de l'Indus i tots els soldats van rebre diners i objecte i tots els habitants de Pèrsia van quedar exempts de tributs durant tres anys. Entre el que Nàdir va rebre hi havia el famós diamant del tron del Paó, el Koh-i Nur.
Una setmana després l'exèrcit va sortir de Delhi i es va dirigir a Kabul, però llavors en arribar allí va girar al sud per anar al Sind a sotmetre a un vassall rebel: Khudayar Khan Abbasi, nadiu de Siwi. Nàdir va avançar per Bangash, Larkana i Shahdadpur entrant al desert del Thar. Khadayar es va tancar a Amarkot i fou fet finalment presoner per Nàdir. Va organitzar les seves possessions índies en tres províncies i va retornar a Nadirabad (via Siwil i Sahl) on va arribar el 4 de maig de 1740.
El 5 de juny de 1740 va visitar Herat fins al dia 10, i tot seguit Balkh on va arribar el 31 de juliol. El seu fill Rida Kuli Mirza no s'havia estat quiet i havia sotmès Balkh i les estepes del sud de l'Oxus, i Ilbars Khan de Khivà es mostrava amenaçador, pel que Nàdir va decidir castigar-lo. Va travessar l'Oxus a Sharjui per mitjà de vaixells especialment construïts per fusters indis, i va entrar en territori del Kanat de Bukharà (final d'agost de 1740) i es va presentar davant la capital el 22 de setembre. El kan Abu l-Faid no va intentar resistir i es va avenir a les exigències de Nàdir que el va tractar amablement i el va mantenir com a kan, però el va obligar a cedir tots els territoris al sud de l'Oxus i el poder efectiu el va agafar ell mateix i els seus oficials, i també el comandant de les forces militars bukharianes, el atalik Muhammad Hakim (1722-1743). Vint mil uzbeks van haver de reforçar les forces de Nàdir contra Khivà (també un nombre de turcmans). L'exèrcit persa va avançar cap a Khivà dividit en una força per terra i una altra paral·lela amb vaixells per l'Oxus. Diverses fortaleses del kan foren bombardejades; el kan es va tancar a la fortalesa de Khankah que es va renidr el 14 de novembre de 1740 i poc després es rendia la ciutat de Khivà. Ilbars Khan fou executat i substituït per Abu Muhammad. Nàdir va retornar al sud i el 23 de desembre estava altre cop a Sharjui i el 17 de gener de 1741 estava de retorn a Mashad.
En la seva absència el seu germà Ibrahim Khan, governador del Caucas, havia estat mort en una campanya contra els lesguians que a més van fer incursions a Geòrgia. La primavera del 1741 Nàdir va decidir castigar els lesguians. Va enviar pel davant a tropes abdali que van assolar Djar, Djawukh i Akzibir, que no van poder completar la tasca. Quan en el camí cap al Caucas passava pel Mazanderan, el 15 de maig de 1741 prop de Kalayi Awlad un home amagat a la jungla li va disparar i el va ferir lleugerament. L'agressor fou capturat i enviat a Tihran i Nàdir va seguir viatge passant per Qazvín, Karadjadagh, Bardaa i Kabala. El juny de 1741 era al Daguestan on els caps locals li van anar a retre homenatge: el shamkal Surkhay III de Kazi-Kumuk (que s'havia sotmès a Nàdir i va morir aquest any i el va succeir el seu fill Muhammad ibn Surkhai), el usmi de Kaytak, i el shamkhal de Tarki (Tarkhi, Tarkhu i altres variants). Els russos es van alarmar de possibles ambicions de Nàdir sobre territoris més al nord del Caucas i van reforçar la seva base de Kyzlar o Kizlyar. La campanya contra àvars, lesguians i txetxens no fou gaire afortunada. A la tardor l'home que havia atemptat contra Nàdir va confessar que l'instigador era el fill Rida Kuli Mirza; a l'inici de desembre, quan tenia el campament a Bashlu, Rida Kuli fou portat a presència del pare i tot i les seves protestes d'innocència, probablement autèntiques o almenys així ho creuen la major part dels historiadors, fou cegat. Nàdir va quedar molt angoixat pel suplici del seu fill. L'hivern fou extraordinàriament dur, els subministraments cada vegada eren pitjors, i la lluita es va aturar; quan amb el bon temps es va reprendre la resistència va fer caure en nombroses emboscades a les tropes perses. Durant el 1742 el kan de Khivà fou enderrocat per rebels contraris als perses, i Balkh també es va revoltar, causant tot això un fort enuig a Nàdir. Un any i mig van estar les tropes al Caucas sense aconseguir la victòria. Nàdir es negava a retirar-se, no podia acceptar-ho després d'haver vençut a tots els enemics, alguns prou poderosos, no aconseguís derrotar a un grup d'uns centenars de muntanyesos. Finalment el gener de 1743 va arribar la comunicació del sultà otomà que rebutjava per a fer la pau, el reconeixement del madhhab djafarita i les condicions inherents. Nàdir va anunciar que en aquestes condicions hauria de reprendre la guerra per imposar les seves condicions i va sortir cap al sud (el 10 de febrer).
Va arribar a Kermansah i va construir una fortalesa i un arsenal, passant revista a un exèrcit de 375.000 homes vinguts d'arreu de Pèrsia. Es va posar en marxa i va ocupar Kirkuk per capitulació el 5 d'agost de 1743 seguida poc després d'Irbil. El 5 d'octubre es va presentar davant de Mossul i la va assetjar però la resistència fou forta i es va haver de retirar el dia 20 d'octubre cap a Kirkuk i Khanakin. Llavors va negociar una treva amb Ahmad Pasha de Bagdad, el seu vell adversari. La treva li va permetre visitar els antuaris xiïtes i sunnites de l'Iraq, junt amb les seves dones. El 12 de desembre de 1743 va reunir una gran assemblea religiosa a Najaf a la que van participar ulemes de l'Iraq, Pèrsia, Transcaucàsia, Turquestan i Afganistan, sota la presidència de Mahdi Khan, i en el comunicat final es va reconèixer el madhhab djafarita i es va confirmar la renúncia dels perses a l'"heretgia extremista xiïta" que havien imposat els safàvides des de Ismail I Shah.
Per portar a terme aquesta campanya que va requerir un fort finançament, es va haver d'anul·lar l'exempció fiscal del tercer any acordada amb els beneficis de l'Índia. A més la taxació antiga va ser doblada, el que va crear molts descontents i van esclatar rebel·lions a diversos llocs. A l'Azerbaidjan i Daguestan es va revoltar Sam Mirza en nom dels safàvides però fou aplanada per Ibrahim Khan (nebot de Nàdir) i Nasr Allah Mirza (el fill del xa). L'octubre de 1743 un tal Safi Mirza, enviat pels otomans, es va presentar a Kars i es va estendre cap Azerbaidjan i els otomans llavors van refusar iniciar l'intercanvi de presoners. També Ibrahim i Nasr Allah van sufocar aquesta revolta. El gener del 1744 el beglerbegi de Fars, Taki Khan Shirazi, un dels homes de confiança de Nàdir, es va revoltar al seu govern, en una rebel·lió que tenia un ampli suport popular. El febrer de 1744 Nàdir-Xah, que romania prop de la frontera otomana, a Hamadan, fou informat de la negativa final dels turcs a ratificar el tractat; llavors va avançar cap al nord-oest i va assetjar Kars, setge que va durar del maig a l'octubre. Les tropes fidels a Nàdir van atacar i saquejar Siraz el juny de 1744 i Taki Khan fou capturat i se li va treure un ull i se'l va castrar. Pel mateix temps es van revoltar a Khivà els turcmans Yomud i Salur; a Astarabad també es van revoltar els turcmans qajar contra l'opressió del fill del governador; Nàdir va enviar a Khivà a un nebot seu, Ali Kuli Khan que va dominar la rebel·lió els primers mesos del 1745.
L'octubre de 1744 Nàdir va aixecar el setge de Kars i va anar a passar l'hivern al nord del Kura, on va sorprendre els lesguians als quals per fi va obligar a sotmetre's. Al bon temps del 1745 el comandant en cap (serasker) otomà Yegen Muhammad Pasha va sortir d'Erzurum amb un exèrcit que havien reunit de 150.000 cavallers i 40.000 geníssers, i va travessar la frontera. Al mateix temps Abd Allah Pasha Djebeidji avançava via Diyarbekir i Mossul. Nasr Allah Mirza li va sortir a l'encontre i el va derrotar completament prop de Mossul (19 d'agost) i la notícia es va saber immediatament i va provocar incidents al principal exèrcit otomà, i soldats amotinats van matar a Yegen Pasha. Nàdir va aprofitar per atacar a la plana de Baghaward (20 d'agost) i va obtenirt una nova victòria decisiva com la primera que havia guanyat a aquest lloc el 19 de juny de 1735 contra els mateixos otomans. No va aprofitar aquesta victòria. Aparentment estava ja cansat, va obrir noves negociacions i va retirar de les exigències per la pau el reconeixement del madhhab djafarita i les condicions lligades a aquest.
El desembre de 1745 va retornar a Esfahan i va començar a extrosionar als alts dignataris i alguns els va castigar cruelment i sense causa. El febrer va marxar al Khorasan i durant el viatge que va durar fins al març, a cada parada va fer igualment extorsions i càstigs desmesurats. A Mashad va anar a inspeccionar la fortalesa de Kalat que estava construint per guardar el seu tresor. Poc temps després va marxar a l'oest amb un seguici important, per trobar a la delegació otomana que venia a signar la pau. El 4 de setembre de 1746 es va signar a Kurdan (prop de Sawdjbulak moderna Mahabad) la pau amb els enviats turcs i el 22 de gener de 1747 els enviats perses la van signar a la cort del sultà (que era reconegut com a califa de tot l'islam i glòria de la raça turca). La frontera quedava bàsicament restaurada en els límits que tenia el 1639 amb una modesta petició persa demanant obtenir una província que abans hagués estat del sultà turc. L'hivern del 1746 tornava a ser a Esfahan on la seva crueltat i rapacitat havia fet que tothom el considerés boig o desequilibrat (segons els informes d'alguns estrangers). Va exigir al Sistan un impost de 300.000 tumans, i la província es va revoltar. Nàdir va enviar a sufocar la rebel·lió al seu nebot Ali Kuli Khan però quan aquest va arribar a Sistan va saber que ell mateix havia de pagar una taxa de 100.000 tumans i va agafar la direcció de la revolta. Tahmasp Kuli Wakil Djalayir, el més fidel company de Nàdir, va voler proclamar a un fill de Nàdir al seu lloc; els kurds de Kabushan es van revoltar també en favor d'Ali Kuli Khan i van saquejar els estables reials de Radkan. El 2 de febrer Nàdir va marxar al Kirman i a l'any nou musulmà va retornar a Mashad on només arribar va marxar contra els kurds de Kabushan.

## Mort
El 20 de juny de 1747 estava acampat davant la fortalesa dels kurds quan fou assassinat a la seva tenda per un grup dels seus oficials (perses, afshars i qadjars), que havien escoltat rumors que les tropes de Nadir els volien arrestar. L'exèrcit es va desintegrar immediatament i el tresor fou saquejat. El fill Nasr Allah i la resta de la descendència de Nadir foren assassinats (només es va salvar el net Sahrukh Mirza) i el 6 de juliol de 1747, Ali Kuli Khan fou proclamat xa amb el nom d'Adil Shah (vegeu Afshàrides).